# Эмоциональная близость
Эмоциональная близость — аспект межличностных отношений. Включает в себя ощущение близости к другому человеку, откровенный обмен личными чувствами и признание достоинств другого человека как личности.

## Описание
Эмоциональная близость может выражаться в вербальном и невербальном общении. Степень комфорта, эффективность и взаимный опыт близости могут указывать на эмоциональную близость между людьми. Интимное общение бывает как выраженным (например, разговор), так и подразумеваемым (например, друзья сидят рядом на скамейке в парке в тишине).
Эмоциональная близость зависит прежде всего от степени близости, а также от характера отношений и культуры, в которой она наблюдается. Эмоциональная близость отличается от сексуальной близости тем, что сексуальная близость может иметь место как с эмоциональной близостью, так и без неё. Сексуальная близость отличается от эмоциональной близости тем, что последняя часто не требует какого-либо сексуального контекста. Эмоциональная близость — это психологическое событие, наступающее когда уровень доверия и общение между двумя людьми таковы, что это способствует взаимному разделению самого глубокого «я» друг друга. В зависимости от происхождения и условностей участников эмоциональная близость может включать в себя раскрытие мыслей, чувств и эмоций, чтобы достичь понимания, предложить взаимную поддержку или создать чувство общности. Или это может включать разделение обязанностей без комментариев.
Глубокая близость требует высокого уровня прозрачности и открытости. Близость и уязвимость, которые могут быть неудобными для некоторых, являются основными элементами эмоциональной близости. Это включает в себя обсуждение как положительных, так и отрицательных характеристик друг друга. Разговор является ключевым моментом в любых эмоциональных интимных отношениях. Например, отношения на расстоянии в основном основаны на разговоре, наряду с хорошим балансом виртуальной сексуальной близости. Отношения на расстоянии могут быть более крепкими по сравнению с обычными, потому что они заставляют двух партнеров улучшать процесс разговора, задавая продуктивные вопросы для поддержания эмоционального контакта. Многие специалисты считают, что для поддержания эмоциональной близости следует обсуждать возникающие проблемы по мере их возникновения. Эмоциональная близость тесно связана с понятием эмпатии.

## Шкала эмоциональной близости
Для оценки эмоциональной близости применяется шкала эмоциональной близости (англ. Emotional Intimacy Scale, EIS), состоящая из пяти пунктов. Шкала позволяет предсказать результаты развития близких отношений и основана на пяти пунктах, представляющих основные компоненты отношений:
- Этот человек полностью принимает меня таким, какой я есть;
- С этим человеком я могу поделиться своими самыми глубокими мыслями и чувствами;
- Этот человек искренне заботится обо мне;
- Этот человек охотно поможет мне в любой ситуации;
- Этот человек понимает и разделяет мои мысли и чувства.

Исследования показывают положительную связь между увеличением критерия EIS и уровнем поддержки, получаемой личностью, удовлетворенностью жизнью и другими положительными эффектами. Снижение показателя EIS связано, как правило, с увеличением стресса, боли и усталости. Таким образом, близкие отношения дают ощущение жизненной цели и социальной связи, что, в свою очередь, повышает физиологическое и психологическое благополучие личности.